# Miguel Dammert
Miguel Dammert Muelle (Lima, 14 de abril de 1903 - Viena, 2 de mayo de 1981) fue un político peruano. Ejerció el cargo de alcalde del distrito limeño de San Isidro entre 1945 y 1948.

## Biografía
Nació en 1903, hijo de Francisco Dammert Alarco y Rosina Muelle de la Torre-Ugarte. Fue nieto de la filántropa Juana Alarco de Dammert.
Realizó sus estudios escolares en el Deutsche Schule (Colegio Alemán).
En febrero de 1933 se casó con Isabel Rizo-Patrón Aráoz, con quien tuvo a Beatriz, Alicia, Isabel, Miguel, Jaime, Ernesto, Alberto, Alejandro y Jorge Dammert Rizo-Patrón.
Fue alcalde del distrito de San Isidro de 1945 a 1948.
Fue elegido senador por Lima en las elecciones generales de 1956 y se mantuvo en el parlamento hasta el golpe de Estado de 1962. Al año siguiente, con el retorno de la democracia, postuló nuevamente al senado por el partido Acción Popular y resultó elegido por el período 1963-1968.

### Ministro de Trabajo
El 15 de septiembre de 1965, el presidente Fernando Belaúnde Terry lo nombró Ministro de Trabajo y Asuntos Indígenas, cargo que pasaría a llamarse luego de Trabajo y Comunidades. Como tal representó al Perú en la II Conferencia de Interamericana de Ministros de Trabajo celebrada en Caracas y en la VIII Conferencia de los Estados de América miembros de la Organización Internacional del Trabajo hecha en Ottawa.
El 25 de octubre de 1966, un grupo de diputados presentaron una moción de censura que acusaba a Dammert de permitir la infiltración de comunistas en el Ministerio y del mal manejo de la política laboral. Dammert se encontraba en la Cámara de Diputados y tras largas horas de debate se retiró diciendo:

No doy una explicación ni espero una gracia. Lo que me duele es que se atrevan a decir que soy injusto con los trabajadores
 Diario La prensa, octubre de 1968.

La censura fue aprobada el mismo día y Dammert tuvo que renunciar al cargo.
El exministro regresó a su labor en el Senado hasta que esta se vio interrumpida por el golpe de Estado de 1968.

### Embajador en Austria
En noviembre de 1980 fue nombrado como Embajador del Perú en Austria por el presidente Fernando Belaúnde Terry. El Senado aprobó su nombramiento en segunda votación en enero de 1981 con 35 votos.
Falleció en Viena en mayo de 1981 debido a una neumonía.

## Reconocimientos
- Orden El Sol del Perú en el grado de Gran Oficial (1966)